# نادي عمل بلقصيري
عمل بلقصيري نادي رياضي مغربي من مدينة بلقصيري (120 كيلومترا شمال شرق مدينة الرباط) يمارس في دوري الدرجة الرابعة المغربي.